# Franz Xaver Kohlschein
Franz Xaver Kohlschein (* 6. Juli 1934 in Warburg; † 19. März 2025 in Paderborn) war ein deutscher römisch-katholischer Priester, Theologe und Professor für Liturgiewissenschaft.

## Leben
Franz Xaver Kohlschein entstammte einer Warburger Brauerfamilie. Nach seinem Abitur 1954 trat er in das Priesterseminar Paderborn ein und studierte in Paderborn, Lyon und München katholische Theologie. Am 19. Dezember 1959 wurde er in Paderborn zum Priester geweiht. Anschließend wirkte er als Vikar in der Pfarrei Herz Jesu in Dortmund-Hörde und – während seiner Promotion in Münster – als Präfekt im Clemens-Hofbauer-Kolleg in Bad Driburg. 1969 promovierte er bei Emil Joseph Lengeling an der Universität Münster mit einer Arbeit über den Paderborner Liber Ordinarius von 1324.
1979 wurde Kohlschein als Professor für Liturgiewissenschaft und Kirchengeschichte an die Katholische Fachhochschule Mainz berufen. Von 1984 bis 1999 lehrte er als Professor für Liturgiewissenschaft an der Fakultät für Katholische Theologie der Universität Bamberg. Im Nebenamt wirkte er seelsorgerlich an einigen Einrichtungen und in der Liturgischen Kommission des Erzbistums Bamberg mit.
Von 1988 bis 2005 war Kohlschein Mitglied des Trägervereins des Deutschen Liturgischen Instituts.

## Schriften
- Untersuchungen zum Antiphonenbestand des Stundengebets im Weihnachtszyklus. Ein Vergleich der Paderborner Tradition des bisher unveröffentlichten Ordinarius Paderbornensis von 1324 und des Breviarium Paderburnense von 1513 mit den Antiphonentraditionen im regionalen und überregionalen Bereich. Diss., Universität Münster 1969.
- Columba Schonath OP (1730–1787). Berichte und Visionen einer Mystikerin aus dem Bamberger Dominikanerinnen-Kloster (= Josef Urban [Hrsg.]: Studien zur Bamberger Bistumsgeschichte. Band 4). Archiv des Erzbistums Bamberg, Bamberg 2008, ISBN 978-3-9808138-7-7.
- Biographische Notizen, 1934–2009. Selbstverlag, Bamberg 2009.
- (Mit Werner Zeißner): Gottesdienst im Bamberger Dom zwischen Barock und Aufklärung. Die Handschrift des Ordinarius L des Subkustos Johann Graff von 1730 als Edition mit Kommentar (= Andreas Hölscher [Hrsg.]: Studien zur Bamberger Bistumsgeschichte. Band 9). Michael Imhof Verlag, Petersberg 2018, ISBN 978-3-7319-0299-7.